# Music Box (телеканал)
«Music Box» — музичний телевізійний канал для молодої активної аудиторії. Входить до міжнародної мережі музичних телеканалів «Music Box Group». В етері телеканалу відеокліпи артистів, актуальні новини шоу-бізнесу, розважальні програми та хіт-паради.

## Історія
Телеканал «Music Box» почав мовлення в Україні 1 листопада 2007 року.
2012 року телеканал відкрив власну студію та запустив ряд програм власного виробництва — хіт-паради «Top 15» і «Top Dance Chart», новини шоу-бізнесу «Music Box News», програму музичних новинок «Fresh» та телеафішу «Музпрогноз».
З 14 вересня 2013 року мовить у форматі 16:9.
З 1 вересня 2015 року телеканал почав мовити у форматі високої чіткості HDTV.
2017 року телеканал змінив формат мовлення й етерне наповнення. Відмовилися від чатів в етері, активізував просування та спілкування в соціальних мережах.
У березні-квітні того самого року телеканал організував і провів вокальний проєкт «Young Voice of Music Box», мета якого полягала в пошуку та допомозі у творчій реалізації юним українським виконавцям.
Того ж року «Music Box» змінив параметри супутникового мовлення та транслює сигнал за допомогою супутника «ASTRA 4A», таким чином площа покриття охоплює майже всю Європу та Близький Схід.
Варто зазначити, що з 2014 року телеканал транслювався на території Польщі та був єдиним українським телеканалом, мовлення якого здійснювалося у цій країні, проте з початку січня 2021 року телеканал почав робити спеціальні врізки польської музики більшості годин на день. Згодом «Music Box Ukraine» був перетворений на польську версію телеканалу під назвою «Music Box Polska» та врешті замінив українську версію.
10 травня 2022 року телеканал призупинив мовлення через фінансові проблеми, які виникли в результаті повномасштабного військового вторгнення Росії на території України.
28 вересня 2023 року Національна рада України з питань телебачення і радіомовлення зареєструвала в Україні телеканал «Music Box Polska» як іноземне лінійне медіа. 30 жовтня телеканал розпочав мовлення в міжнародному форматі, відповідному до українського законодавства й адаптованому під україномовного глядача.

## Керівництво
- Сергій Кобель — генеральний директор медіагрупи «Music Box Group»
- Денис Коновалов — генеральний продюсер української версії музичного телеканалу «Music Box»

## Проєкти телеканалу

### Music Box Ukraine
- The Official Ukrainian TOP 40
- What's Up?!
- Music Box News
- Top Dance Chart
- Teen Parade
- HitTok
- СтарДрайв
- End of the Year TOP 100
- Euro TOP 20
- USA TOP 20
- UK TOP 20
- Chartlist
- 15! Music Box Chart
- Yearchart
- 50 BEST
- #privetulica
- Backstage
- 70 sec.
- Svoi
- Hits
- Greatest Hits
- Night Express
- Made in 90s

### Music Box Polska
- Top Pop Chart
- Movie Box
- Polish Muzyke
- Euro Top: Flashback
- Odlotowe Hity
- Kapsula Czasu
- Budzik
- Dobra-Noc
- Moja Playlista
- Music Box News
- Music Box Exclusive
- Backstage
- Svoi
- Hits Around The World
- Najlepszy Mix Hitow

## Медійні обличчя телеканалу

### Music Box Ukraine
- Антон Поліщук
- Юля Коханова
- Надія Майстеренко
- Дмитро Анділахай
- Дмитро Ромашко
- Олег Серафин

У різні роки ведучими «Music Box» були: Каднай, MamaRika, Саня Димов, Наталія Гордієнко, YarosLove, Diana Miro, Єва Суботіна, Олексій Радчук, Брати Борисенки, Сергій Середа, гурт «АРМІЯ» тощо.

### Music Box Polska
- Міхал «Майкель» Кальковський
- Куба Клим
- Павел Творек
- Рамона Рей
- Яроса Бурнос

## Логотипи
Телеканал змінив 3 логотипи.
| Логотип | Опис |
| ------- | --- |
|         | З 1 листопада 2007 по 13 вересня 2013 року логотипом телеканалу був синьо-жовтий квадрат з чорними контурами, розділений по діагоналях. У центрі фігури знаходився білий квадрат. Фігура нагадувала багатогранник. Під фігурою пееебував жовтий напис «Music Box UA». Знаходився у правому верхньому куті. |
|         | З 14 вересня 2013 по 29 листопада 2018 року використовувався схожий логотип. Багатогранник став чорним, а ліворуч нього знаходився синьо-жовтий напис «Music Box». Знаходився там же. |
|         | З 30 листопада 2018 року по теперішній час використовується схожий логотип, але квадрат став напівпрозорим, а шрифт слова «Music Box» змінився. |

## Мовлення

### Супутникове мовлення
| Супутник           | Стандарт | Частота | Символьна швидкість | Поляризація     | FEC | Формат зображення | Помітки | Кодування |
| ------------------ | -------- | ------- | ------------------- | --------------- | --- | ----------------- | ------- | --------- |
| HotBird 13F (13°E) | DVB-S2   | 12520   | 27500               | вертикальна (V) | 3/5 | MPEG-4            | EPG     | FTA       |

Телеканал доступний в усіх OTT, IPTV та кабельних мережах Польщі й України.

## Music Box Television Group
ТОВ «М'юзік Бокс Україна» використовує торгову марку «Music Box» на основі ліцензії «Music Box Television Group» — міжнародної телевізійної групи, яка базується у Варшаві (Польща). У той же час, «М'юзік Бокс Україна» є повністю незалежною українською компанією.
За результатами 2018 року телеканал «Music Box» зайняв другу позицію телерейтингу музичних каналів після «M1».